# 延津县
延津县是中华人民共和国河南省新乡市下辖的一个县。延津县位于河南省北部，开封市西北部。西距新乡37公里，南望郑州93公里，东南至开封50公里，北距安阳130公里。区域南北宽45.5公里，东西长42.5公里，面积946平方公里，总人口約45万人。县境南北长45.5公里，东西宽42.5公里，县人民政府驻城关镇。

## 历史
始置于北宋政和年间。前身為始置於秦王政五年（公元前242年）的酸棗縣。明朝隸屬開封府，清朝雍正二年（1724年），改隸屬衛輝府。雍正五年（1727年），胙城县废入延津县。

## 人口
根据第七次全国人口普查结果，现将2020年11月1日零时，人口基本情况公布如下：全县常住人口为443068人。全县常住人口与2010年第六次全国人口普查的469280人相比，十年共减少26212人，下降5.6%。

## 行政区划
延津县下辖3个街道办事处、4个镇、6个乡：
文岩街道、潭龙街道、塔铺街道、东屯镇、丰庄镇、石婆固镇、王楼镇、僧固乡、位邱乡、司寨乡、马庄乡、胙城乡、榆林乡、国营林场、新兴农场、新乡市食品工业聚集区和新乡市纺织工业聚集区。

## 交通
- 230国道过境。

## 名人
- 刘震云
- 肖思远

## 美食
延津县最为出名的美食就属延津火烧了，火烧是河南豫北地区独有的一种汉族传统小吃，而延津火烧又是火烧家族中一枝独秀。延津火烧从牛屯发展传播过来，似烧饼而比烧饼大，像肉盒而比肉盒焦，浑圆如饼、色如紫铜、中间鼓凸、层次分明，素以个大肉多、外焦里嫩、香而不腻、食用方便而备受食客青睐。